# Jestřábovití
Jestřábovití (Accipitridae) je největší ptačí čeleď řádu dravci (Accipitriformes). Zahrnuje mnoho známých ptáků, jako jsou jestřábi, orli, luňáci, káňata, motáci a supi. Patří sem více než 200 druhů. Orlovec říční je nyní obvykle řazen do samostatné čeledi orlovcovití (Pandionidae).

## Popis
Tato čeleď je značně variabilní a zahrnuje ptáky různé velikosti (od luňáka drobného a krahujce nejmenšího s délkou těla 23 cm a hmotností asi 85 g až po supy s délkou těla přes 100 cm a hmotností i přes 12 kg) Jestřábovití mají silný hákovitý zobák (supi v bazální části rovný) a ostré drápy. 
Křídla jsou kratší a širší, než u sokolovitých (Falconidae), ocas poměrně dlouhý. Obzvláště velká plocha křídel supů jim pomáhá plachtit při vyhledávání mršin. Supi mají hlavu a často i krk bez opeření, protože by se při konzumaci potravy znečišťovalo. Většina druhů má 14 krčních obratlů, někteří supi 17, což usnadňuje požírání vnitřností mršin velkých savců.
Varialibita zbarvení jednotlivých druhů je v rámci rodu často značná.
Ze smyslů je nejvyvinutější zrak, jímž se téměř výhradně orientují při vyhledávání kořisti. Čich mají velice dobře vyvinutý pouze supi.
Jsou to výborní letci, přičemž většina druhů je adaptována na lov kořisti spíše obratným manévrováním než rychlým letem.

## Ekologie
Hnízda stavějí na stromech nebo skalách. Velikost snůšky a úspěšnost hnízdění je u mnoha druhů významně závislá na populační hustotě kořisti – v krajně nepříznivých letech nemusí být hnízdění vůbec úspěšné. Jedná se o vcelku dlouhověké druhy, např. velké druhy orlů a supi se v zajetí dožívají až 60 let, kroužkovaná káně lesní (Buteo buteo) se ve volné přírodě dožila více než 22 let.
Mnoho druhů je stěhovavých.